# Eugnathia lunifera
Eugnathia lunifera là một loài bướm đêm trong họ Erebidae.